# مارغريت د. كلاين
مارغريت د. كلاين (بالإنجليزية: Margaret D. Klein)‏ هي ضابطة أمريكية، ولدت في 1957 في ويماوث في الولايات المتحدة.